# Sól (kolonia w województwie lubelskim)
Sól – kolonia w Polsce położona w województwie lubelskim, w powiecie biłgorajskim, w gminie Biłgoraj.
W latach 1975–1998 miejscowość należała administracyjnie do województwa zamojskiego.
Wierni Kościoła rzymskokatolickiego należą do parafii św. Maksymiliana Kolbego w Dąbrowicy.